# Péyi-A
Péyi-A est un mouvement politique martiniquais ancré à gauche fondé en 2019 par Jean-Philippe Nilor et Marcellin Nadeau.

## Présentation
Péyi-A a été créé le 3 février 2019 par le président du mouvement, Jean-Philippe Nilor,  député de la 4e circonscription de la Martinique, qui avait quitté le Mouvement indépendantiste martiniquais (MIM) quelques semaines auparavant, et Marcellin Nadeau, maire du Prêcheur (2008-2022), co-président du mouvement.
Ce mouvement réunit d'anciens membres du MIM, du MODEMAS, de Nou Pèp La, dont Marcelin Nadeau est le porte-parole, et du PALIMA et prône « la co-construction » ainsi que la défense des intérêts martiniquais.
Lors de l'élection présidentielle de 2022, le parti apporte son soutien à Jean-Luc Mélenchon qu'il juge « le seul candidat qui pourra répondre aux problématiques du territoire ».
Péyi-A participe aux élections législatives de 2022 et 2024 au sein des coalitions de gauche, la Nouvelle Union populaire écologique et sociale (NUPES) et le Nouveau Front populaire (NFP).

## Organisation
Parmi les membres du bureau du parti, figurent Noé Malouda (trésorier), Gérard Thalmensy (secrétaire), Kévin Capron (troisième vice-président), Henderson Christelle (deuxième vice-présidente), Jérémie Ferdinand (quatrième vice-président) et Aurelie Nella (vice-présidente), Chanaëlle Marie-Luce (cinquième vice-présidente)

## Élus
- Jean-Philippe Nilor, député de la 4e circonscription de la Martinique, élu lors des élections législatives de 2022, réélu en 2024, et conseiller territorial de Martinique.
- Marcellin Nadeau, maire du Prêcheur (2008-2022), député de la 2e circonscription de la Martine, élu en 2022, réélu en 2024.
- Jiovanny William, député de la 1re circonscription de la Martinique élu en 2022, réélu en 2024.
- Aurélie Nella, conseillère exécutive de la CTM et première femme maire de Ducos
- Jacky Espartero, conseiller municipal de Saint-Pierre

## Résultats électoraux

### Élections législatives
| Année | 1er tour | 1er tour | 2d tour | 2d tour | Sièges | Rang | Gouvernement |
| Année | Voix     | %        | Voix    | %       | Sièges | Rang | Gouvernement |
| ----- | -------- | -------- | ------- | ------- | ------ | ---- | ------------ |
| 2022a | 13 487   | 21,72    | 28 093  | 38,53   | 2 / 4  | 1er  | Opposition   |
| 2024b | 41 527   | 46,05    | 57 402  | 61,98   | 3 / 4  | 1er  | Opposition   |

a Au sein de la Nouvelle Union populaire écologique et sociale.

b Au sein du Nouveau Front populaire.

### Élections à l'Assemblée
| Année | 1er tour | 1er tour | 1er tour | 2d tour | 2d tour | 2d tour | Sièges | Tête de liste       |
| Année | Voix     | %        | Rang     | Voix    | %       | Rang    | Sièges | Tête de liste       |
| ----- | -------- | -------- | -------- | ------- | ------- | ------- | ------ | ------------------- |
| 2021  | 11 481   | 12,01    | 4e       | 16 664  | 12,54   | 4e      | 5 / 51 | Jean-Philippe Nilor |